# Calamus elegans
Espèce
Synonymes
Calamus elegans hort. ex H.Wendl.
Calamus elegans est une espèce de palmiers, des plantes de la famille des Arecaceae. L'espèce est trouvée sur la péninsule malaise.

## Publication originale
- (en) Henry Nicholas Ridley, Materials for a Flora of the Malayan Peninsula (Mat. Fl. Malay. Penins.), 2, 1907 : 207.